# Polymorphanisus ocularis
Polymorphanisus ocularis är en nattsländeart som beskrevs av Georg Ulmer 1906. Polymorphanisus ocularis ingår i släktet Polymorphanisus och familjen ryssjenattsländor. Inga underarter finns listade i Catalogue of Life.